# اليوم الوطني للطيران
اليوم الوطني للطيران (الإنجليزية: National Aviation Day) هو احتفال وطني في الولايات المتحدة يحتفل بتطور الطيران يُقام في 19 أغسطس من كل عامٍ.

## التاريخ
أُنشئ يوم الطيران الوطني عام 1939 على يد فرانكلين ديلانو روزفلت، الذي أصدر إعلانًا رئاسيًّا حدّد ذكرى ميلاد أورفيل رايت يومًا وطنيًّا للطيران. وقد سُنّ هذا الإعلان بقرار (USC 36:I:A:1:118)، ويسمح لرئيس الولايات المتحدة الحالي بإعلان يوم 19 أغسطس يوم وطني للطيران كل عام، إذا رغب في ذلك. ويجوز لهذا الإعلان توجيه جميع المباني والمنشآت الفيدرالية برفع العلم الأمريكي في ذلك اليوم، وتشجيع المواطنين على الاحتفال بهذا اليوم من خلال أنشطة تعزز الاهتمام بالطيران.

## الفعاليات
عام 2014 احتفلت روكستار جيمز باليوم الوطني للطيران من خلال إصدار محتوى قابل للتنزيل يتعلق بالطيران للعبة جراند ثفت أوتو 5. تتضمن العروض الجوية التي تقام في أو بالقرب من وقت يوم الطيران الوطني لشهر أغسطس 2018 وحتى سبتمبر ما يلي:
- معرض شيكاغو الجوي والمائي
- معرض أتلانتيك سيتي الجوي
- المعرض الجوي الدولي الكندي
- معرض كليفلاند الجوي الوطني
- معرض نيويورك الجوي

سيستضيف معرض شيكاغو الجوي والمائي قرية ناسا في عام 2018. تحتفل قرية ناسا، النشطة من 17 إلى 19 أغسطس 2018، أيضًا بالذكرى الستين لتأسيس ناسا وتتضمن معلومات حول مشاريع مثل نظام الإطلاق الفضائي، وهو صاروخ كبير قيد التطوير في العقد الأول من القرن الحادي والعشرين. كجزء من احتفالات اليوم الوطني للطيران في موقع نورث بيتش، ستفتتح ناسا معرضها المتنقل "رحلة إلى الغد".

## روابط خارجية
- موقع ناسا ليوم الطيران الوطني لعام 2024 (بالإنجليزية)
- اليوم الوطني للطيران (بالإنجليزية)